# Береговой, Михаил Тимофеевич
Михаи́л Тимофе́евич Берегово́й (1918 — 2021) — советский военачальник. Начальник Радиотехнических войск ПВО СССР (1968—1983), генерал-лейтенант (1968).
Старший брат дважды Героя Советского Союза лётчика-космонавта генерал-лейтенанта авиации Георгия Берегового (1921—1995).

## Биография
Родился 13 января 1918 года в Чистяково, ныне — Торез Горловского района Донецкой области Украины. Был вторым ребёнком в семье. Отец Тимофей Николаевич Береговой (1888—1950) работал телеграфистом на Юго-Восточной железной дороге. Мать Мария Семёновна Ситникова (Береговая) (1896—1974) преподавала в школах и высших учебных заведениях. Детство прошло в Енакиево.
В 1939 году окончил Ленинградское артиллерийско-техническое училище.  С 1941 по 1943 год преподавал в училище, находящемся в эвакуации в Омске.
На фронтах Великой Отечественной войны с 1943 года. Проходил службу на должностях офицера штаба полка и офицера штаба Юго-Западного фронта противовоздушной обороны (ПВО).
В 1951 году окончил Артиллерийскую радиотехническую академию. С 1953 по 1968 год служил в Московском округе ПВО командиром радиотехнического полка, заместителем начальника и начальником Радиотехнических войск Московского округа ПВО.
В 1968 году присвоено воинское звание генерал-лейтенант.
С 1968 по 1983 год — начальник Радиотехнических войск ПВО СССР.
В отставке с 1983 года.
Награждён орденом Октябрьской Революции, двумя орденами Красного Знамени, орденами Отечественной войны I степени, Трудового Красного Знамени, двумя – Красной Звезды, орденом «За службу Родине в Вооружённых Силах СССР» III степени, медалями СССР и РФ, а также иностранными наградами.
Скончался 30 мая 2021 года на 104-м году жизни. Похоронен на Троекуровском кладбище.

## Сочинения
- Береговой М. Т. Войска ВНОС ПВО страны во втором периоде войны // Военно-исторический журнал. — 1977. — № 4. — С. 21—26.